# Балк, Фёдор Николаевич
Фёдор Никола́евич Балк (Фридрих фон Балькен, нем. Friedrich von Balken; 1670 — 10 (21) ноября 1738) — русский военный и государственный деятель.
Фёдор Балк участник Северной войны, генерал-поручик, кавалер ордена Александра Невского. В 1704—1708 годах комендант Дерпта. В 1734—1738 годах — губернатор Москвы.

## Биография Ф. Н. Балка в энциклопедиях
Фёдор Николаевич Балк представляет второе поколение дворянского рода Балков-По́левых. Его отец, лифляндский дворянин Николай Николаевич фон Балкен (нем. von Balken), перешёл со шведской на русскую службу в 1653 (или 1654) году.
Место рождения Ф. Н. Балка неизвестно. К моменту рождения сына Н. Н. фон Балкен был уже произведён в полковники (1664 год), и ещё на протяжении многих лет участвовал в различных походах русской армии — в частности, «против Стеньки Разина и крымских татар» (1687-1689 годы).
Перечисляя заслуги самого Ф. Н. Балка, энциклопедия Брокгауза и Ефрона ограничивается упоминанием, что генерал-поручик был кавалером ордена Александра Невского и «имел портрет Петра I с бриллиантами». Другое из крупнейших дореволюционных изданий, Русский биографический словарь Половцова, также не говорит ни о боевых заслугах, ни о четырёхлетнем пребывании Ф. Н. Балка на посту губернатора Москвы, констатируя лишь, что умерший в 1739 году Балк «известен по своей жене, Матрёне Монс».
Младшим братом урождённой Модесты Иоанновны Монс был Виллим Монс — адъютант Петра I из числа друзей юности по Немецкой слободе Москвы. Фёдор Николаевич Балк женился на ней в 1699 году, и с тех пор жену Балка стали звать не только на русский манер Матрёной Ивановной, но и попросту Балчихой.
За 11 недель до смерти, 7 ноября 1724 года, Пётр I получил «сильненькое письмо» от анонима, доносившего о злоупотреблениях Виллима Монса и его сестры. Реакция была молниеносной: Виллиму немедля отрубили голову, а жену Ф. Н. Балка («Балчиху») — несмотря на заступничество супруги царя Екатерины Алексеевны, чьей статс-дамой она была — подвергли публичному наказанию кнутом на Сенатской площади, после чего сослали по этапу в Тобольск.
История эта продолжала тревожить внимание общественности в России и в конце XIX века, и в начале XX века. В изданной в 1913 году в Петербурге книге «История телесных наказаний в России», где известный драматург Н. Н. Евреинов осуждает этот и другие примеры садизма и бесчеловечной жестокости, процветавшей при личном примере царя, характерен подзаголовок: «Реферат выпускного сочинения».
На этом этическом фоне, а также при нераскрытии автором биографии Балка как воина, трудно однозначно отрицать иронический подтекст определения «любимый командир», вошедшего в словарь Половцова:

Пётр часто бывал в семье Монсов и он же, вероятно, устроил брак Матрёны Ивановны с любимым своим полковым командиром Фёдором Николаевичем Балком в 1699 году.— В. Р–в. Балк, Матрёна Ивановна. — Русский биографический словарь. Т. 2, С. 448.
Северная война (1700—1721) пришлась на самый расцвет жизненных сил сына Ф. Н. Балка. Энциклопедии не дают информации, позволяющей указать на боевом пути Ф. Н. Балка сражение или иной случай проявления воинской доблести, которая могла бы вызвать любовь царя-воина к Балку, как полковому командиру, без кавычек.
Тем не менее, фраза «Балк входил в число любимых полковых командиров Петра I» фигурирует в некоторых современных источниках как позитивное утверждение, а в качестве основного источника биографических данных по Ф. Н. Балку фигурирует словарь Половцова, где детали послужного списка генерала растворены в обширной статье, посвящённой его опозоренной супруге (автор В. Р-в). Извлечение их оттуда нередко приводит к ошибочным выводам.
В 1703 году на очередной «ассамблее», устроенной Петром I в Шлиссельбурге, утонул саксонский посланник Кенигсен. На его трупе был найден медальон, компрометирующий Анну Монс. Эти события В. Р-в описывает так:

Покровительствуя связи Петра со своей сестрой, Матрёна Ивановна не отказывала в помощи последней и в её отношениях к некоему Кенигсену, за что и поплатилась трёхлетним заключением. Освобождённая в 1706 году, она должна была ехать в Эльбинг к мужу, назначенному комендантом этого города, и прожила там до 1714 года.— В. Р–в. Балк, Матрёна Ивановна. — Русский биографический словарь. Т. 2, С. 448.
Современный историк М. И. Осекина при написании биографии Ф. Н. Балка трактует эту информацию в энциклопедии «Москва» следующим образом:

В 1706—14 служил комендантом г. Эльбинга— Осекина М. И. Балк Фёдор Николаевич. — Энциклопедия «Москва»
Вместе с тем известно, что Эльбинг, как и Ригу с Ревелем, русская армия заняла лишь в 1710 году. 28 августа 1710 года, крепость Эльбинг, где было 900 человек шведского гарнизона по приказу Петра Первого генерал-майору Ностицу был взят приступом. Шведский гарнизон сдался и были взяты 260 пушек. Бригадир Фёдор Балк был назначен комендантом при 200 человек гарнизона. При этом самый далёкий от России Эльбинг пришлось уступить шведам уже в 1712 году.
Дату назначения Ф. Н. Балка назначение в Ригу на должность вице-губернатора Риги М. И. Осекина в энциклопедии «Москва» указывает ориентировочно: «в начале 1730-х годов». Точные даты этот источник указывает только по следующему за Ригой месту службы Ф. Н. Балка: 17 июня 1734 года он назначен московским губернатором, и уже к сентябрю того же года прибывает в первопрестольную столицу.
Как губернатор Балк уделял внимание ремонту мостов и поддержанию дорог из Москвы в Петербург для передвижения армии. Ещё в 1731 году начали составлять план Москвы; по прибытии нового губернатора руководство этим Балк передал архитектору И. Ф. Мичурину. Много пришлось Балку заниматься и ликвидацией пожаров и их последствий. После пожара 1736 года, который охватил территорию от Арбата до Плющихи и Новинского монастыря, улицы и переулки в этом районе были выпрямлены и расширены; новую застройку обязали вести по «образцовым» проектам. Однако и Москва, и сам Балк понесли большие убытки уже на следующий год: в 1737 году пожар охватил Кремль, Китай-город, Белый город и Земляной город.
Должность губернатора Москвы Ф. Н. Балк исполнял до последнего дня своей жизни. Скончался он 10 (21) ноября 1738 года («Русский биографический словарь» датировал это событие 1739 годом).

## Уточнения по историческим документам

### 1700—1711. Воронежский полк
Полк сформирован в Москве генералом Вейде 25 июня 1700 года, в составе 10 рот, под наименованием пехотного Фёдора Балка полка. В том же году 19 ноября полк находился в бою под Нарвой; 18 июля 1702 года воинская часть участвовала при разбитии В. А. Шлиппенбаха при Гумельсгофе и при штурмах Ямбурга (1703 год) и Дерпта (1704 год).
В 1703 году при полку была сформирована гренадерская рота. 10 марта 1708 года полк наименован Воронежским пехотным полком. 

### 1701—1703. Новгород, Псков, Ливония
Уже с первых страниц военно-походного журнала генерал-фельдмаршала Шереметьева всплывает факт, не упоминаемый биографами Балков-Полевых в энциклопедии Брокгауза и словаре Половцова. В русской армии служили не один, а двое сыновей Николая фон Балкена, умершего в 1695 году, и Фёдор Николаевич был младшим из них. Старшего его брата звали, как и отца, Николай, указывая в росписях его полки первыми:

Николаева полку Балка 1080 ч., Фёдорова полку Балка 856 ч.

…А при приезде во Псков генерала-фелтьмаршала во Пскове были полки…; солдацкие: …господина Англера, у котораго был полковник Бачманов, 939 ч., Николая Балка 1096 ч., Фёдора Балка 979 ч.…— Военно-походный журнал Шереметьева
Приведённые росписи характеризуют состояние на период, начиная с середины 1701 года, когда Шереметьев, исполняя поручение Петра открыть новый этап военных действий в Лифляндии, принял командование войсками, располагавшимися в Пскове и Новгороде после поражения под Нарвой. «Фёдор Балк из Новагорода во Псков пришёл декабря в 18-м числе», и его Шереметьев оставляет при себе во Пскове, а «Николаю же велено для бережения итти в Печерской монастырь февраля в 14-м числе…».
В числе полковников, чьи солдаты принесли Шереметьеву победу при Эрестфере (декабрь 1701 года), ни один из Балков не назван. В росписи полков на кампанию 1702 года писарь не делает различия между братьями:
- у господина полковника Балка — офицеров 32 ч., урядников и рядовых 935 ч., итого 967 человек;…
- у господина полковника Балка — офицеров 29 ч., урядников и рядовых 806 ч., итого 835 человек…

и лишь по аналогии с другими записями, где численность полка старшего, Николая Балка, всегда больше, и он упоминается перед младшим, можно строить догадки, кто есть кто. Зато в июльской росписи, перед сражением при Гуммельсгофе, оба Балка со своими полками налицо:

И июля во 12-м числе господин генерал-фелтьмаршал и кавалер, по совокуплении с пехотными полками, пошёл в надлежащий свой путь… и шли впреди его… драгунские полки:…, калмыки, двор генерала-фелтьмаршала, за ними: отъютанты, выборныя роты и гусары, драгунские полки:… солдацкие: …Николай Балк, …Фёдор Балк,… роты Московския, 2 роты рейтарских, рота казаков.— Военно-походный журнал Шереметьева
Победив при Гуммельсгофе, 14 августа Шереметев встал под Мариенбургом. Город обложили с трёх сторон:

1-я брегада, господин Фон Вердин, при нём господин фелтьмаршал, с другую сторону города господин Англер с брегадою, с третьего сторону господин Балк.— Военно-походный журнал Шереметьева
В сводках о потерях после операций под Мариенбургом и вокруг него значатся полки обоих Балков — но вновь без указания различающих их имён. В записях за 1703 год писец избирает новый способ различать братьев: приказ Шереметьева от 14 апреля «послать изо Пскова в Свейскую землю к городу Ямам, для взятья и осады той крепости» дан к исполнению «…Фон-Делдину, 2-м Балком, Англеру…» и т.д. Позже диспозиция уточнилась, и к 4 июня

как он, генерал-фелтьмаршал, в Ямбурх пришол, и при том городе обреталось… у господина Балка 822 ч., у господина другого Балка 674 ч.…— Военно-походный журнал Шереметьева
К сожалению, исследовавший, в том числе, и эти материалы писатель и историк А.Шкваров не уточняет, о каком из Балков идёт речь в конкретных случаях:

Пётр приказал полковнику Балку взять два пехотных полка — Лефортовский и фон Швейдена, драгунский князя Волконского и занять Бауск

### 1704. Дерпт
В прошлом же 704-м году, по имянному великого государя царя и великого князя Петра Алексеевича, всеа Великия и Малыя и Белыя Росии самодержца, указу, велено генералу-фелтьмаршалу Борису Петровичю Шереметеву с ратными конными и пехотными полками итти, в Ливонию к городу Дерпту, с помощию Божиею, отокировав, доставать.— Военно-походный журнал Шереметьева
26 апреля 1704 года Меншиков приступает к отправке войск на другой берег Чудского озера по воде:

отправил плавною генерала-маеора Фон Вердина апреля в 26-м числе, а с ним ратных людей: солдацкие полки, господина Балка — офицеров 17 ч., урядников и солдат 725 ч.; господина Балка меншого — офицеров 28 ч., урядников и солдат 795 ч.;— Военно-походный журнал Шереметьева
Этот фрагмент подтверждает, что первым в росписях всегда указывается Балк-старший, он же 1-й, он же Николай. При выступлении в начале июня 1704 года из Пскова на Дерпт, значатся:
- …у Николая Балка: офицеров 31 ч., урядников и солдат 795 ч., во Пскове оставлено у полкового всякого мундира и у казны 38 ч., итого 833…
- …у Фёдора Балка: офицеров 31 ч., урядников и солдат 801 ч., во Пскове оставлено и у полкового всякого мундира и у казны 92 ч., итого 863 человека…[16].

Едва прибыв к месту дислокации:

…июня в 18 день, с третьего сторону поставлены по Рижской дороге, подле реки Омовжи, пехотные же полки: Николай Балк, Фёдор Балк, Рыддер, Вестов с стрелецким полком…— Военно-походный журнал Шереметьева
уже на следующий день, 19 июня, русские полки начали непрерывный, ежедневный обстрел Дерпта, который продолжался до 4 июля. Полк Николая Балка при этом был оставлен в тылу, при обозе:

Июля в 4-м числе с той батареи все пушки, и мартиры и гаубицы перевезены в обоз к Николаю Балку… От обозу Николая Балка начали делать промысл к городу…— Военно-походный журнал Шереметьева
Пришедший «под Дерпт, плавною, на шкутах, июля 2-го числа ввечеру, …июля в 5-м числе» Пётр I приказал

пушки и мартиры из обозу Николая Балка перевесть в опроши к генералу-маеору Фон Вердину, и брешь делать в город… Того же июля с 5-го числа Николай Балк начал вести, линею к полисадом болотными местами, и вели тое линею июля по 12 число.— Военно-походный журнал Шереметьева
Речь идёт о подготовительных работах к штурму: гатя болото фашинами, русские солдаты должны были подобраться к равелину, защищавшему Русские ворота. На подготовку к выполнении этой опасной задачи Пётр «бросил» полковника Балка — но Николая. Теперь он не в обозе, а на передовой, в шанцах:

И июля в 11-м числе взято в шанцы к Николаю Балку 6 пушек чюгунных…— Военно-походный журнал Шереметьева
На следующий день начался штурм. Пётр приказал:

взять генералу-фелтьмаршалу изо всех полков по 200 человек солдат с офицеры, и зделать всякому солдату по фошине, как бы точно всякому перед собою несть, и от батареи Николая Балка итти линеею и засесть в контр-шкарфе или окопаться подле полисадов; а для управления того дела указал быть на батареи у Балка генералу-фелтьмаршалу и кавалеру самому, и послать прежде офицеров и солдат с урядники три роты— Военно-походный журнал Шереметьева
«Батарея Балка» играет в этой боевой операции едва ли не главную роль. Но, в отличие от батареи Раевского век спустя, она не пала:

И ввечеру генерал-фелтьмаршал и кавалер, пришед в опроши к Николаю Балку, послал напред для промыслу под контр-шкарфом Иванова полку Фан Делдина подполковника Василья Рыскарева, а с ним… А во 2-м часу ночи … пошли к тем же в помощь … да из шанец Николая Балка Иван Фон Делдин с полком. И в тое ночь был бой у полисадов с Шведами из мелкого ружья и гранатами и с города из пушек и из мартиров непрестанно до другого часу дня.— Военно-походный журнал Шереметьева
После этого «оные неприятели, видя над христианы явное милосердие Божие и мудрое и храброе наступление, а своих сил изнеможение, начали в барабан бить для окорду, дабы им живот дать и штурму престати, и за превеликою стрелбою на мног час того слышати не могли».
Дерпт был взят. Однако Фёдор Балк в записях штурма не упоминается. Его имя появляется в ведомости потерь, но теперь уже от записи о полке Николая его отделяют несколько других полковников:
- Николая Балка — ранено: капитанов 2 ч., урядников и солдат 69 ч., побито рядовых солдат 21 ч.…
- Фёдорова полку Балка — ранено: капитан 1 ч., поручиков 2 ч., урядников и солдат 98 ч., побито урядников же и солдат 32 ч.;

Потери полка Фёдора Балка выше, но незначительно. Полковники Мевс и Рыддер потеряли по 153 урядника и солдата, Ивана Англер — 169, Шкотов — 177, а Иван фон Делдин даже 219 человек. Но немало полков понесли и меньшие потери: в штурме участвовали не все.
Однако из всех полков, прибывших под Дерпт, Пётр принимает решение оставить в только что взятом городе именно полк Фёдора Балка, назначив его самого комендантом:

оставлено в гварнизоне (в) Дерпте: камендант полковник Фёдор Балк, у него в полку: подполковник 1 ч., маеор 1 ч.; в 10 ротах: капитанов 10 ч., порутчиков 10 ч., прапорщиков 9 ч., итого 32 ч., урядников и солдат 926 ч., в том числе ранено 120 ч.; всего в том полку офицеров, и урядников и рядовых солдат 958 ч.;— Военно-походный журнал Шереметьева

## Семья
Дети Ф. Н. Балка и Матрёны (Модесты) Монс:
- Балк-Полев, Павел Фёдорович (1690—1743) — тайный советник.
- Наталья Фёдоровна (20 [11] ноября 1699—21 [11] марта 1763), в замужестве Лопухина.
- Балк, Пётр Фёдорович (1712—1762) — генерал-поручик, камергер.

Говоря о «собственном дворе» Екатерины I, академик князь Щербатов пишет:

камер-юнкеры её, Пётр и Яков Фёдоровичи Балковы,… которые также при несчастии его были от двора отогнаны.— Щербатов М. М. О повреждении нравов в России.
Других сведений о Якове Балке в энциклопедических источниках нет. Однако в газете "Санктпетербургские ведомости" от 9 августа 1744 г. (6-я страница) сказано о переходе камергера Якова Балка из лютеранства в православие с именем Пётр.